# Sant Joan de la Maçana
Sant Joan de la Maçana és una església de Font-rubí (Alt Penedès) inclosa a l'Inventari del Patrimoni Arquitectònic de Catalunya.

## Descripció
L'església de Sant Joan està situada dalt d'un petit turó, envoltada de pins, a prop del veïnat de La Massana. Té una sola nau acabada en absis semicircular amb bandes llombardes i una petita finestra. La nau és coberta per una volta de canó seguit damunt arcs torals. La porta adovellada, situada a la façana sud, apareix tapiada. Es conserven restes d'un campanar d'espadanya d'un sol arc. Té un petit cor a l'interior. El material de la construcció és la pedra, tallada en carreus petits i irregulars.

## Història
La capella de Sant Joan de la Massana, també coneguda com de Sant Apol·lònia, era l'antiga església del veïnat de la Massana. La primera documentació sobre el lloc data del 1121, i sobre l'església, del 1315. L'any 1936 fou cremada i ha restat abandonada i sense culte des d'aleshores. Cap als anys 1980-1981 uns desaprensius varen arrencar teules i varen foradar la volta.